# Woodsia macrochlaena
Woodsia macrochlaena là một loài thực vật có mạch trong họ Woodsiaceae. Loài này được Mett. ex Kuhn miêu tả khoa học đầu tiên năm 1868.